# Palytoxin
Palytoxin ist ein Toxin der Dinoflagellaten Ostreopis siamensis, mancher Zoanthiden der Gattung Palythoa, der Cyanobakterien der Gattung Trichodesmium oder einiger Tieren wie der Weichkoralle Palythoa toxica, welche es aus gefressenem Plankton extrahiert und zum Schutz gegen Fressfeinde einsetzt. Bis zur Entdeckung und Strukturaufklärung des Maitotoxins war Palytoxin der größte nicht polymere und nicht aus Aminosäuren aufgebaute Naturstoff mit der längsten ununterbrochenen Kohlenstoffkette (115 Kettenglieder).

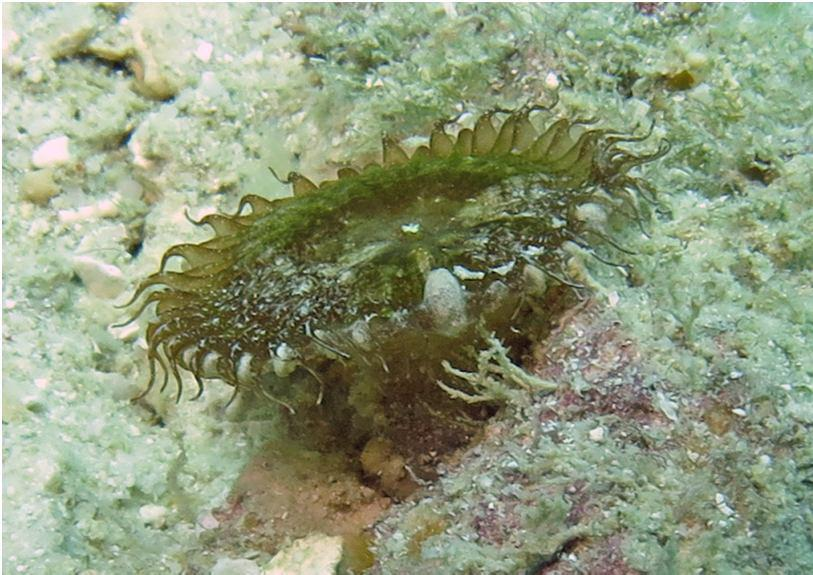
Palythoa toxica (Australien)

## Geschichte
Palytoxin fand schon lange als Gift für Speere bei der indigenen Bevölkerung Hawaiis Verwendung. Seine komplexe Struktur und Absolutkonfiguration konnte in den Jahren 1981–1982 aufgeklärt werden. Eine erste Totalsynthese des Palytoxins wurde 1994 durch eine Arbeitsgruppe unter Yoshito Kishi gemeldet. Bis zum heutigen Tag gilt die Synthese dieses Naturstoffs mit seinen 64 stereogenen Zentren als eine der größten Leistungen in der chemischen Synthese.

## Toxizität
Palytoxin ist mit einer LD50 (Hausmaus, intravenös) von weniger als 150 ng pro kg Körpergewicht eine der giftigsten organischen Substanzen; lediglich Maitotoxin und eine Reihe von Proteinen besitzen eine höhere akute Toxizität. Die Giftwirkung ist bedingt durch einen schwerwiegenden Eingriff in aktive zelluläre Transportsysteme für Ionen aus der Gruppe der ATPasen. Palytoxin bewirkt eine Konfigurationsänderung der Na-K-ATPase (Kd = 20 pM) dahingehend, dass die Richtungsspezifität der Pumpwirkung (für drei aus der Zelle gepumpte Na+-Ionen werden unter Hydrolyse eines Moleküls ATP zwei K+-Ionen in die Zelle befördert) aufgehoben und die Ionenpumpe zu einem Ionenkanal wird. Dies führt zum Abfall der Konzentrationsgradienten zwischen extra- und intrazellulärem Raum, damit des osmotischen Druckes, der Membranpotentiale (Depolarisation) etc. mit den entsprechenden Auswirkungen auf die Zellen bzw. den Organismus. Die Symptome der Vergiftung lassen sich aus der Wirkungsweise ableiten: Hämolyse, Rhabdomyolyse, schwere Muskelspasmen, Bronchospasmus, arterielle Hypertonie, pathologisch verändertes EKG. Die Vergiftungserscheinungen setzen sehr schnell ein und führen gegebenenfalls zu einem schnellen Tod innerhalb weniger Minuten.

## Unfälle
2018 kam es in Steventon, Vereinigtes Königreich zu einem Unfall, bei dem eine Familie nach Reinigung eines Aquariums Palytoxin über die Atemluft aufnahm.